# Kon Knueppel
Kon Knueppel II (Milwaukee, 3 agosto 2005) è un cestista statunitense di ruolo guardia tiratrice e ala piccola, professionista nella NBA con gli Charlotte Hornets.

## Carriera

### College
Knueppel si è iscritto alla Duke University nel giugno 2024 per prendere parte agli allenamenti estivi dei Blue Devils. Ha debuttato nella pallacanestro università il 4 novembre 2024 contro Maine segnando 22 punti, con 4 rimbalzi, nella vittoria per 96–62. L'11 novembre è stato premiato come rookie della settimana dell'Atlantic Coast Conference (ACC) dopo avere tenuto una media di 18,5 punti, 3,0 rimbalzi e 2,0 assist a partita.
Il 21 dicembre 2024 Knueppel ha fatto registrare 18 punti e 4 rimbalzi nella vittoria per 82–56 su Georgia Tech. Il 7 gennaio 2025 ha messo a referto 17 punti e 4 rimbalzi nella vittoria per 76–47 su Pittsburgh. Il 14 gennaio 2025 ha segnato 25 con 4 assist nella vittoria per 89–54 su Miami. Il 15 marzo 2025 è stato nominato nominato miglior giocatore del torneo della ACC, concluso con la vittoria in finale su Louisville in cui ha messo a referto 18 punti e 8 rimbalzi.

### Carriera professionistica
Knueppel è stato selezionato come quarto assoluto dagli Charlotte Hornets nel Draft NBA 2025.

## Statistiche

### College
| Anno      | Squadra          | PG | PT | MP   | TC%  | 3P%  | TL%  | RP  | AP  | PRP | SP  | PP   |
| --------- | ---------------- | -- | -- | ---- | ---- | ---- | ---- | --- | --- | --- | --- | ---- |
| 2024-2025 | Duke Blue Devils | 39 | 39 | 30,5 | 47,9 | 40,6 | 91,4 | 4,0 | 2,7 | 1,0 | 0,2 | 14,4 |
| Carriera  | Carriera         | 39 | 39 | 30,5 | 47,9 | 40,6 | 91,4 | 4,0 | 2,7 | 1,0 | 0,2 | 14,4 |

## Palmarès

### Scuole superiori
- Jordan Brand Classic (2024)
- Wisconsin Mr. Basketball (2024)

### NCAA
- Second-team All-ACC (2025)
- ACC All-Freshman Team (2025)
- MVP dell'ACC Tournament (2025)